# Tres esposas
Tres esposas, cuyo título alternativo es Tre mogli, es una película coproducción de Italia, España y Argentina filmada en colores dirigida por Marco Risi sobre su propio guion escrito en colaboración Silvia Napolitano que se estrenó el 26 de octubre de 2001 en Italia.

## Sinopsis
Tres mujeres abandonadas súbitamente por sus esposos se enteran de que están viviendo en Buenos Aires. Ellos son el gerente, el cajero y el guardia que han sustraído una suma elevada de la entidad financiera donde trabajaban, y sus esposas viajan a buscarlos.

## Reparto
Participaron del filme los siguientes intérpretes:
- Iaia Forte: Bianca
- Francesca D'Aloja: Beatriz
- Silke: Billy
- Claudio Gregori: Amedeo
- Beppe Fiorello: Miguelito
- Juan Palomino: Ramón
- Patricia Echegoyen: Catalina
- Loles León: Consuelo
- Mirta Wons: María Ausilia
- Gianni Ferreri: policía italiano
- Pietro Sarubbi: policía argentino
- Elisabetta Rocchetti: Susy
- Italo Petriccione
- Sabrina Impacciatore:	Billie (voz)
- Lilli Cecere: Juana
- Sara Bertelà: periodista TV
- Gabriel Kraisman: Agente Immobiliario
- Jorge Ochoa:	Proprietario Hotel Tandil
- Emidio La Vella: Baccini
- Patrizia Pezza: Rossella
- Carlos Vignola:Jacques
- Natale Tulli:	Signor Mario
- Fabrizio Sabatucci:	Gianni
- Beatriz Thibaudin: Madre de Catherine
- Mario Patanè: Franco
- Donato Placido: primo de Bianca
- Mario Labardén: Sacerdote
- Marcelo Alejandro Auchelli: actor de telenovela
- Florencia Cano Lanza: camarera
- Constanza Casas: muchacha de la estancia
- Martín Coria hombre corpulento
- Riccardo De Filippis: policía italiano
- Nacho Fresneda: actor de telenovela
- Sibi Kumaramangai: Ben
- Claudia Schijman: secretaria de Escuela de tango

## Candidaturas a premios
Sindicato Nacional de Críticos de Cine de Italia, premios 2002
- Iaia Forte, candidata al Premio Cinta de Plata a la Mejor Actriz de Reparto.
- Metella Raboni, candidata al Premio al Mejor Vestuario